# غزاله چلابی
غزاله چلابی (متولد ۱۳ مرداد ۱۳۶۸ آمل – کشته‌شده ۳۰ شهریور ۱۴۰۱ آمل) کوهنورد و ورزشکار ایرانی بود که در خیزش ۱۴۰۱ ایران با شلیک مستقیم مأمور سپاهی، توسط جمهوری اسلامی کشته شد.

## زندگی
غزاله چلابی، زادهٔ ۱۳۶۸ در آمل دانش‌آموختهٔ مدیریت امور بانکی و حسابدار یک شرکت خصوصی بود.

## کشته‌شدن
غزاله چلابی در ۳۰ شهریور ۱۴۰۱ در خیزش ۱۴۰۱ ایران در آمل و در حال فیلم‌گرفتن، با شلیک مستقیم مأمور سپاهی از یک اسلحه اسنایپ به مردم معترض از داخل فرمانداری آمل، سر وی مورد اصابت گلوله کالیبر بالا قرار گرفت و کشته شد. وی در هنگام اصابت گلوله در حال فیلم‌برداری از اعتراضات با موبایل بود و از لحظه شلیک گلوله و کشته‌شدن وی در اسمارت فون او، فیلمی ذخیره شده بود که در فضای مجازی و خبرگزاری‌های بین‌المللی منتشر شد. تصاویری که خود او در لحظه کشته شدنش فیلم‌برداری کرده بود در ۲۸ مهر منتشر شد. بنا بر گزارش‌ها، این حادثه موجب خشم عمومی ایرانیان شد.

## جلوگیری حکومت از اهدای عضو
غزاله می‌خواست که در صورت مرگ مغزی اعضای بدنش اهدا شود و دو بار کارت‌های اهدای عضو را پر کرده بود. خانوادهٔ چلابی اعلام کردند که اعضای پیکر او را اهدا خواهند کرد اما به خانواده‌اش اجازهٔ این کار را ندادند و به‌گفتهٔ خالهٔ غزاله مأموران امنیتی گفتند «با این کار از غزاله اسطوره‌سازی می‌شود.»

## مراسم چهلم
... چه معصومانه چشم‌هایت را بستی و روحمان را با پروازت به تاریکی، و جسممان را به تلخی سپردی! بال‌های پروازت را ناجوانمردانه و بی‌رحمانه چیدند و پیروزمندانه دروغ گفتند و در خلوت خود خندیدند. هر روز به خودم می‌گویم این دروغ است، غزال من زنده است و لبخند می‌زند؛ غزال من بر اوج قله ایستاده و می‌رقصد و قهقه می‌زند. غزالم! حالا دیگر جاده‌هایی که به کوه دماوند می‌رسد بی‌تو و خنده‌هایت خلوت است و سوت‌وکور. انگار همین چند روز قبل بود که در آغوشم بودی و قربان‌صدقهٔ صلابت زنانگی‌ت می‌رفتم و از بودنت شاد بودم از اینکه دختری دارم از جنس پاکی، صلابت کوه و به استواری درختی که هرچه بر تنش زخم زدند فرو نریخت و جوانه زد و شکفت…؛ سحر از راه می‌رسد و روشنایی شب را تکه‌تکه و پاره‌پاره می‌کند؛ امید بر اندوه، و رهایی بر قفس پیروز می‌شود و جهان را روشنی دربرمی‌گیرد.

بیانیهٔ مادر غزاله چلابی در مراسم چهلم دخترش
مراسم چهلم غزاله چلابی ۱۲ آبان ۱۴۰۱ در شهر آمل در استان مازندران برگزار شد و شاهد اعتراض‌های گسترده مردم بود. معترضان در این مراسم و راهپیمایی‌های پس از آن شعار ضد حکومتی از جمله «خامنه‌ای قاتله، حکومتش باطله» سر دادند.